# رقيب الشمس
رقيب الشمس أو غبيرة (باللاتينية: Heliotropium) جنس نباتي يتبع الفصيلة الحِمحِمية ويضم 250-300 نوع من النباتات. تنتشر كثير من أنواع رقيب الشمس في أرخبيل سقطرى اليمني.

## من أنواعهالواطنةفيالوطن العربي[9]
- رقيب الشمس أذن الفأري (باللاتينية: Heliotropium myosotoides) في بلاد الشام وتركيا
- رقيب الشمس الأوروبي (باللاتينية: Heliotropium europaeum) في بلاد الشام ومصر والمغرب العربي ومعظم مناطق أوروبا
- رقيب شمس الأطلس الصحراوي (باللاتينية: Heliotropium antiatlanticum) في المغرب العربي
- رقيب شمس البحر الميت (باللاتينية: Heliotropium maris-mortui) في بلاد الشام
- رقيب الشمس البلفوري (باللاتينية: Heliotropium balfourii) في جزيرة سقطرى
- رقيب الشمس ثنائي المبايض (باللاتينية: Heliotropium digynum) في بلاد الشام ومصر والمغرب العربي
- رقيب الشمس الثوري (باللاتينية: Heliotropium bovei) في بلاد الشام وتركيا
- رقيب الشمس الجيري (باللاتينية: Heliotropium calcareum) في جنوب الجزيرة العربية
- رقيب الشمس الحلو (باللاتينية: Heliotropium suaveolens) في بلاد الشام وتركيا وشرق أوروبا وإيطاليا
- رقيب الشمس دائري الأوراق (باللاتينية: Heliotropium rotundifolium) في بلاد الشام ومصر
- رقيب الشمس السمحي (باللاتينية: Heliotropium aff. wagneri) في جزيرة سمحة
- رقيب الشمس السوقطري (باللاتينية: Heliotropium socotranum) في جزيرة سقطرى
- رقيب الشمس الشعيبي (باللاتينية: Heliotropium shoabense) في اليمن
- رقيب الشمس الشفاينفورتي (باللاتينية: Heliotropium schweinfurthii) في بلاد الشام
- رقيب الشمس العدني (باللاتينية: Heliotropium adenense) في اليمن
- رقيب الشمس العرباوي (باللاتينية: Heliotropium arbainense) في بلاد الشام ومصر والمغرب العربي
- رقيب الشمس العنبي (باللاتينية: Heliotropium bacciferum) في بلاد الشام
- رقيب الشمس الفاغنري (باللاتينية: Heliotropium wagneri)
- رقيب الشمس القصاصي (باللاتينية: Heliotropium kassasii) في مصر
- رقيب الشمس القنفذي (باللاتينية: Heliotropium hirsutissimum) في بلاد الشام ومصر والمغرب العربي وتركيا واليونان
- رقيب الشمس الكوري (باللاتينية: Heliotropium kuriense) في جزيرة عبد الكوري
- رقيب الشمس لامع الثمار (باللاتينية: Heliotropium lasiocarpum) في بلاد الشام وتركيا والقوقاز
- رقيب الشمس مجنح الثمار (باللاتينية: Heliotropium pterocarpum) في مصر
- رقيب الشمس المحبوب (باللاتينية: Heliotropium erosum) في المغرب العربي
- رقيب الشمس المستدير (باللاتينية: Heliotropium circinatum) في بلاد الشام وتركيا
- رقيب الشمس المسنن (باللاتينية: Heliotropium dentatum)
- رقيب الشمس المصري (باللاتينية: Heliotropium aegyptiacum) في مصر
- رقيب الشمس المكلاوي (باللاتينية: Heliotropium makallense) في اليمن وسيناء
- رقيب الشمس المنبطح (باللاتينية: Heliotropium supinum) في بلاد الشام ومصر والمغرب العربي وحوض البحر الأبيض المتوسط
- رقيب الشمس الهش (باللاتينية: Heliotropium crispum) في بلاد الشام ومصر والمغرب العربي

## من أنواعه الأخرى[9]
- رقيب الشمس أبيض الأزهار (باللاتينية: Heliotropium albiflorum)
- رقيب الشمس الأسود (باللاتينية: Heliotropium nigricans)
- رقيب الشمس الإفريقي (باللاتينية: Heliotropium africanum)
- رقيب الشمس الأفغاني (باللاتينية: Heliotropium affghanum)
- رقيب الشمس الأمريكي (باللاتينية: Heliotropium americanum)
- رقيب الشمس البرازيلي (باللاتينية: Heliotropium brasilianum)
- رقيب الشمس البيروي (باللاتينية: Heliotropium peruvianum)
- رقيب الشمس البيضوي (باللاتينية: Heliotropium ellipticum)
- رقيب الشمس التشيلي (باللاتينية: Heliotropium chilense)
- رقيب الشمس التلي (باللاتينية: Heliotropium collinum)
- رقيب الشمس الحبشي (باللاتينية: Heliotropium abyssinicum)
- رقيب الشمس الحلبي (باللاتينية: Heliotropium aleppicum)
- رقيب الشمس ذو اللونين (باللاتينية: Heliotropium bicolor)
- رقيب الشمس رمحي الأوراق (باللاتينية: Heliotropium lineariifolium)
- رقيب الشمس الريبكي (باللاتينية: Heliotropium riebeckii)
- رقيب الشمس السروي (باللاتينية: Heliotropium cupressinum)
- رقيب الشمس سميك الأوراق (باللاتينية: Heliotropium crassifolium)
- رقيب الشمس الشجري (باللاتينية: Heliotropium arborescens)
- رقيب الشمس ضيق الأوراق (باللاتينية: Heliotropium pannifolium)
- رقيب الشمس العثكولي (باللاتينية: Heliotropium paniculatum)
- رقيب الشمس الغبيري (باللاتينية: Heliotropium curassavicum)
- رقيب الشمس الغامض (باللاتينية: Heliotropium ambiguum)
- رقيب الشمس الفضي (باللاتينية: Heliotropium argenteum)
- رقيب الشمس القرني (باللاتينية: Heliotropium cornutum)
- رقيب الشمس القصير (باللاتينية: Heliotropium abbreviatum)
- رقيب الشمس قماشي الأوراق (باللاتينية: Heliotropium pannifolium)
- رقيب الشمس القنفذي (باللاتينية: Heliotropium hirsutissimum)
- رقيب الشمس القنابي (باللاتينية: Heliotropium bracteatum)
- رقيب الشمس الكلسي (باللاتينية: Heliotropium calcicola)
- رقيب الشمس الكوبي (باللاتينية: Heliotropium cubense)
- رقيب الشمس المائي (باللاتينية: Heliotropium aequoreum)
- رقيب الشمس المتشابك (باللاتينية: Heliotropium amplexicaule)
- رقيب الشمس مخروطي الثمار (باللاتينية: Heliotropium conocarpum)
- رقيب الشمس مدبب الأزهار (باللاتينية: Heliotropium acutiflorum)
- رقيب الشمس المدغشقري (باللاتينية: Heliotropium madagascariense)
- رقيب الشمس المذهب (باللاتينية: Heliotropium auratum)
- رقيب الشمس مزدحم الأوراق (باللاتينية: Heliotropium confertifolium)
- رقيب الشمس المقطب (باللاتينية: Heliotropium glabellum)
- رقيب الشمس الملتبس (باللاتينية: Heliotropium aenigmatum)
- رقيب الشمس المنخفض (باللاتينية: Heliotropium  prostratum)
- رقيب الشمس الهدبي (باللاتينية: Heliotropium ciliatum)
- رقيب الشمس هش الأوراق (باللاتينية: Heliotropium crispiflorum)
- رقيب الشمس الهندي (باللاتينية: Heliotropium indicum)
- رقيب الشمس الورقي (باللاتينية: Heliotropium foliatum)